# Ellipteroides (Progonomyia) argentinensis
Ellipteroides (Progonomyia) argentinensis is een tweevleugelige uit de familie steltmuggen (Limoniidae). De soort komt voor in het Neotropisch gebied.